# Wylie (Texas)
Wylie é uma cidade localizada no estado norte-americano do Texas, nos condados de  Collin, Dallas e Rockwall.

## Demografia
Segundo o censo nacional de 2010, a sua população é de 41 427 habitantes e sua densidade populacional é de 760,2 hab/km². É a 10ª cidade com o maior crescimento populacional dos Estados Unidos, com um crescimento de 173,8% em relação ao censo de 2000.
A cidade possui 13 840 residências, que resultam em uma densidade de 253,9 residências/km².

## Geografia
De acordo com o United States Census Bureau, a cidade tem uma área de 91,5 km², dos quais 54,5 km² são cobertos por terra e 37 km² por água.

## Localidades na vizinhança
O diagrama seguinte representa as localidades num raio de 12 km ao redor de Wylie.